# Ізен (Баварія)
Ізен (нім. Isen) — громада в Німеччині, розташована в землі Баварія. Підпорядковується адміністративному округу Верхня Баварія. Входить до складу району Ердінг.
Площа — 43,78 км2. Населення становить 5768 ос. (станом на 31 грудня 2020).

## Персоналії
- Арно (750—821) — церковний діяч часів Каролінзької імперії, 1-й архієпископ Зальцбургу.